# Kes (Star Trek)
Kes is een personage uit de sciencefictionserie Star Trek: Voyager. De rol werd gespeeld door Jennifer Lien.
Op eenjarige leeftijd ontvlucht Kes (een vrouwelijke Ocampa) de ondergrondse wereld waar ze met haar volk woont. Eenmaal buiten valt ze direct in handen van de Kazon, een vijand van de Ocampa. Neelix weet haar samen met de bemanning van het sterrenschip Voyager uit handen van de Kazon te bevrijden en zo heeft Voyager er een nieuw bemanningslid bij.
In eerste instantie zorgt ze voor de aerocultuur (Aeroponics Bay) zodat er gekookt kan worden met verse groentes. Maar al snel verbaast ze iedereen met haar paranormale gaven en intelligentie zodanig dat ze zich ontwikkelt tot medisch assistent van De dokter.
Met lessen van Tuvok, een Vulcan, ontwikkelt ze verder haar paranormale gaven en op driejarige leeftijd worden haar krachten zo groot dat ze een gevaar wordt voor alles en iedereen.
Na gesprekken met Kapitein Janeway besluit ze Voyager te verlaten, maar niet voordat ze met haar krachten ervoor zorgt Voyager 9500 lichtjaar dichter bij huis te sturen.
De volgende jaren blijken verschrikkelijk te zijn voor Kes, die geen plaats kan vinden die ze thuis kan noemen. Vol haat keert ze in 2376 terug naar Voyager door middel van tijdreizen. Als ze terug is in het jaar 2371 weet Janeway de plannen te onderscheppen en Kes te helpen om de beslissing te nemen terug te keren naar haar volk.